# Melanargia cyclops
Melanargia cyclops är en fjärilsart som beskrevs av Hermann Stauder 1914. Melanargia cyclops ingår i släktet Melanargia och familjen praktfjärilar. Inga underarter finns listade i Catalogue of Life.